# Reelkirchen

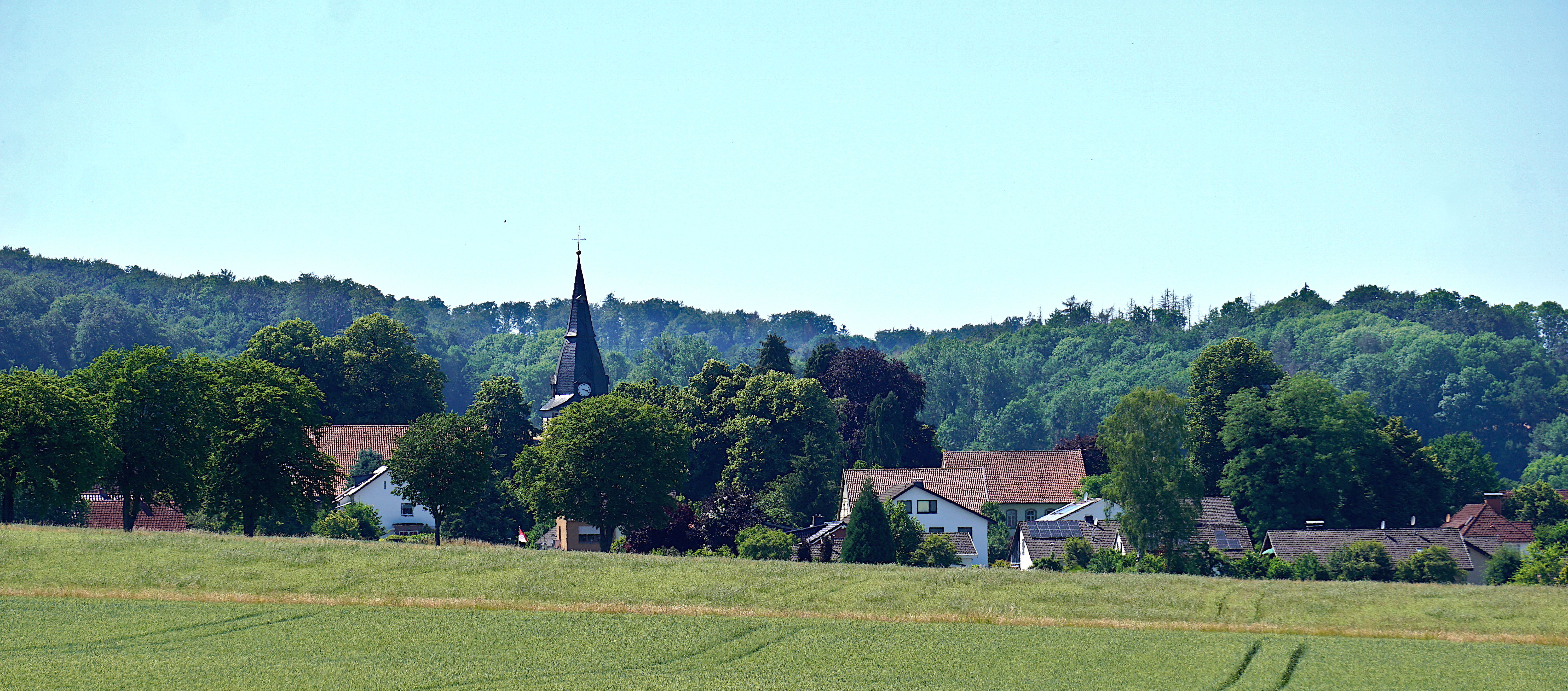
Blick auf Reelkirchen

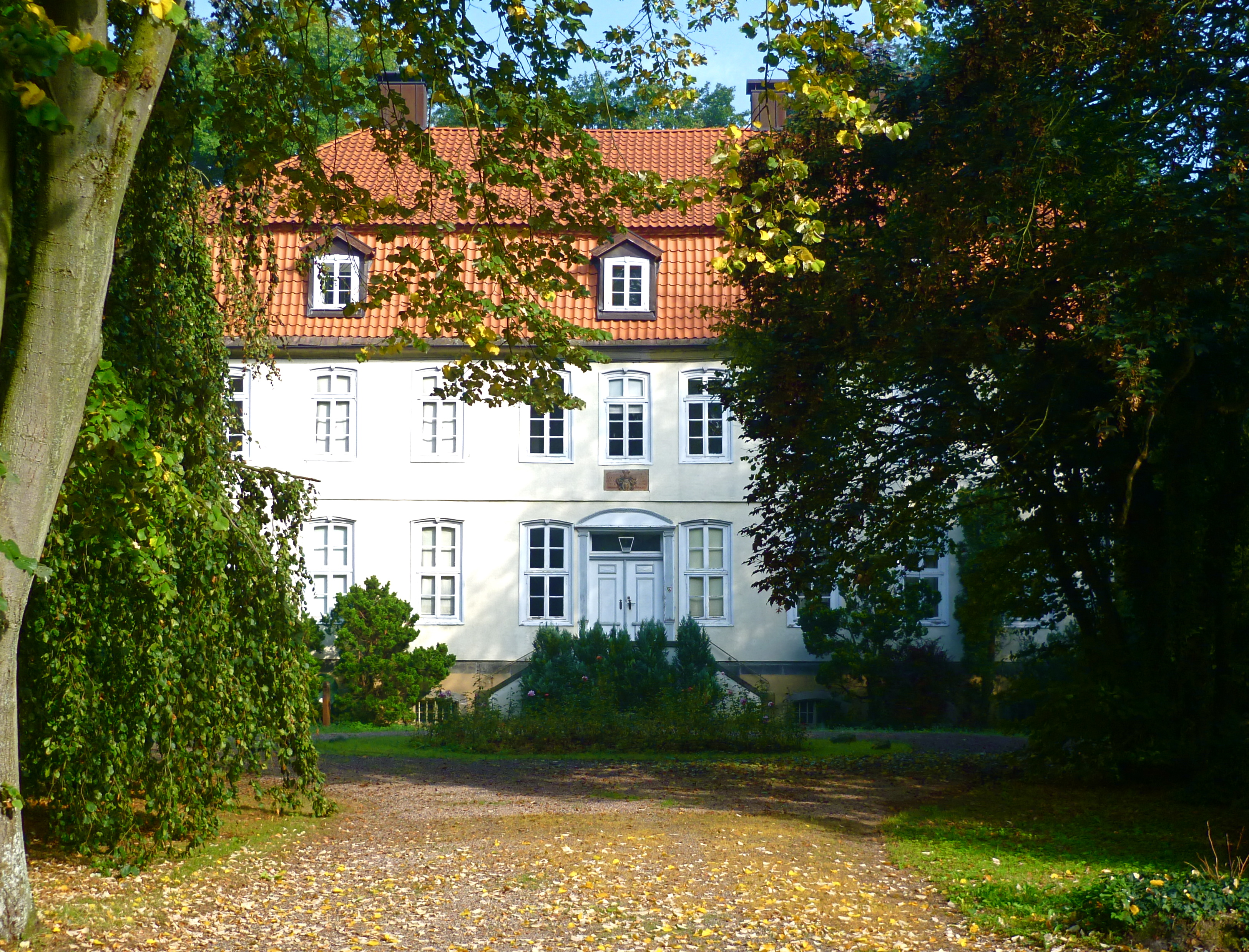
Wasserschloss Reelkirchen

Reelkirchen (niederdeutsch: Reelkerken) gehört zu den 19 Ortschaften der Stadt Blomberg im Kreis Lippe in Nordrhein-Westfalen. Die Ortschaft liegt rund acht Kilometer südwestlich der Kernstadt direkt an der Bundesstraße 1 und grenzt unmittelbar an den Ortsteil Herrentrup. In Reelkirchen lebten im Jahr 2016 auf einer Gemeindefläche von 3,99 km² 689 Einwohner, das entspricht einer Bevölkerungsdichte von 173 Einwohnern/km²

## Geographische Lage
Reelkirchen liegt rund acht Kilometer südwestlich von Blomberg. Bad Meinberg mit seinen Parkanlagen ist rund vier Kilometer entfernt. Reelkirchen liegt im Blomberger Becken auf 192 m über NN und ist eingerahmt von den südöstlichen Ausläufern des Lippischen Berglandes im Nordosten und den Ausläufern des Teutoburger Waldes / Eggegebirges im Südwesten. Höchster Punkt des Ortes ist der Spielberg mit 239 m über NN, der einen Panoramaausblick über das gesamte Blomberger Becken bietet.

## Geschichte
Die früheste urkundliche Erwähnung Reelkirchens als Reilegenkerken stammt aus dem Jahre 1194. Unklar ist, ob der Name von einer mit Regula bezeichneten Klosterkirche oder von einem Grundherrn namens Reyling stammt. Bereits 1231 wird die zur kirchlichen Verwaltung Steinheim gehörende Kirche zu Relinkerke erwähnt. Die Ortschaft selber dürfte viel älter sein. Schon im 9. Jahrhundert war das Kirchspiel Reelkirchen Missionszentrum und Urpfarrei für das gesamte Blomberger Becken.
Im Jahr 1344 wird ein Amt Relenkerken erwähnt. Die ersten Besitzer eines Lehens in Reelkirchen waren die Wegen, gefolgt von der Familie von Klingen. Um 1550 wurde die Familie von Mengersen vom Paderborner Bischof als Lehnsherren eingesetzt. Das von ihnen erbaute Wasserschloss trägt das Wappen des Hermann von Mengersen (1562–1638) im Torbogen. Von 1671 bis 1750 war das Schloss im Besitz der Familie von Bruchhausen aus Pommern. In dieser Zeit werden für Reelkirchen eine Pfarrkirche, ein Küsterhaus, ein Bauernhof und 26 Kolonate aufgelistet.
Reelkirchen lag damals am Hellweg, einer alten Heer- und Handelsstraße, die über Tintrup und Maspe nach Blomberg führte. Dort befand sich eine wichtige Kreuzung zweier Handelsstraßen, die durch eine Burg gesichert wurde. Im Schutz der Burg entstand die Stadt Blomberg. Reelkirchen verlor deshalb allmählich an Bedeutung und musste seinen Amtssitz an Blomberg abgeben. Über den alten Hellweg führt heute die Bundesstraße 1.
Das ehemalige eigenständige Dorf Reelkirchen wurde im Zuge der Kommunalreform am 1. Januar 1970 in die Stadt Blomberg eingemeindet und ist jetzt eine von 19 Ortschaften der Stadt. Der frühere Bürgermeister wurde vom Ortsvorsteher abgelöst.

### Einwohnerentwicklung
1885 wohnten 311 Menschen in Reelkirchen. Die Bevölkerungszahl wuchs bis 1933 auf 820 Personen. Heute ist Reelkirchen nach der Kernstadt (8125 Einwohner), Istrup (1569) und Großenmarpe (1219) mit 689 Einwohnern der viertgrößte Ortsteil der Gemeinde. Bei einer Gemeindefläche von 3,99 km² entspricht das einer Bevölkerungsdichte von 173 Einwohnern/km².

## Bauwerke
Das gut erhaltene Wasserschloss Reelkirchen wurde von der Familie von Mengersen um 1755 erbaut. Imposant sind die Barocktreppe im Inneren des zweistöckigen Fachwerkbaus sowie die Papiertapeten einer französischen Manufaktur von 1830. Das Schloss steht heute unter Denkmalschutz und befindet sich in Privatbesitz.
Die Evangelische Kirche Reelkirchen muss schon im 10. Jahrhundert erbaut worden sein. Sie entwickelte sich zu einer der bedeutendsten Dorfkirchen im 13. Jahrhundert, die urkundlich erstmals 1231 als „Papstkirche“ erwähnt wird. Die Kirche im romanischen Stil wurde als zweijochiger Saalbau mit Kreuzgratgewölben und rechteckigem Chor errichtet.
Auf dem Spielberg befindet sich der aus dem 19. Jahrhundert stammende und unter Denkmalschutz stehende Jüdische Friedhof Reelkirchen.

## Parks und Naturdenkmal

### Schlossgarten
Der Schlossgarten des Wasserschlosses stammt vermutlich aus der Mitte des 19. Jahrhunderts. Der Park ist auf einer sogenannten Gräfteninsel angelegt, die von einem Wassergraben umgeben ist. Eine Gräfte ist die westfälische Bezeichnung für einen Wassergraben, der einen Adelssitz im Mittelalter zu Verteidigungszwecken umgab. Später konnten Gräften Bestandteil der Gartengestaltung im Umfeld von Wasserschlössern sein. In der Ortschronik von Reelkirchen wird die Renovierung des Gebäudes und die Instandsetzung des Parks im Jahr 1935 erwähnt. Alter Baumbestand und eine Anzahl junger Koniferen dominieren heute die gärtnerische Anlage, die allerdings nicht öffentlich zugänglich ist.

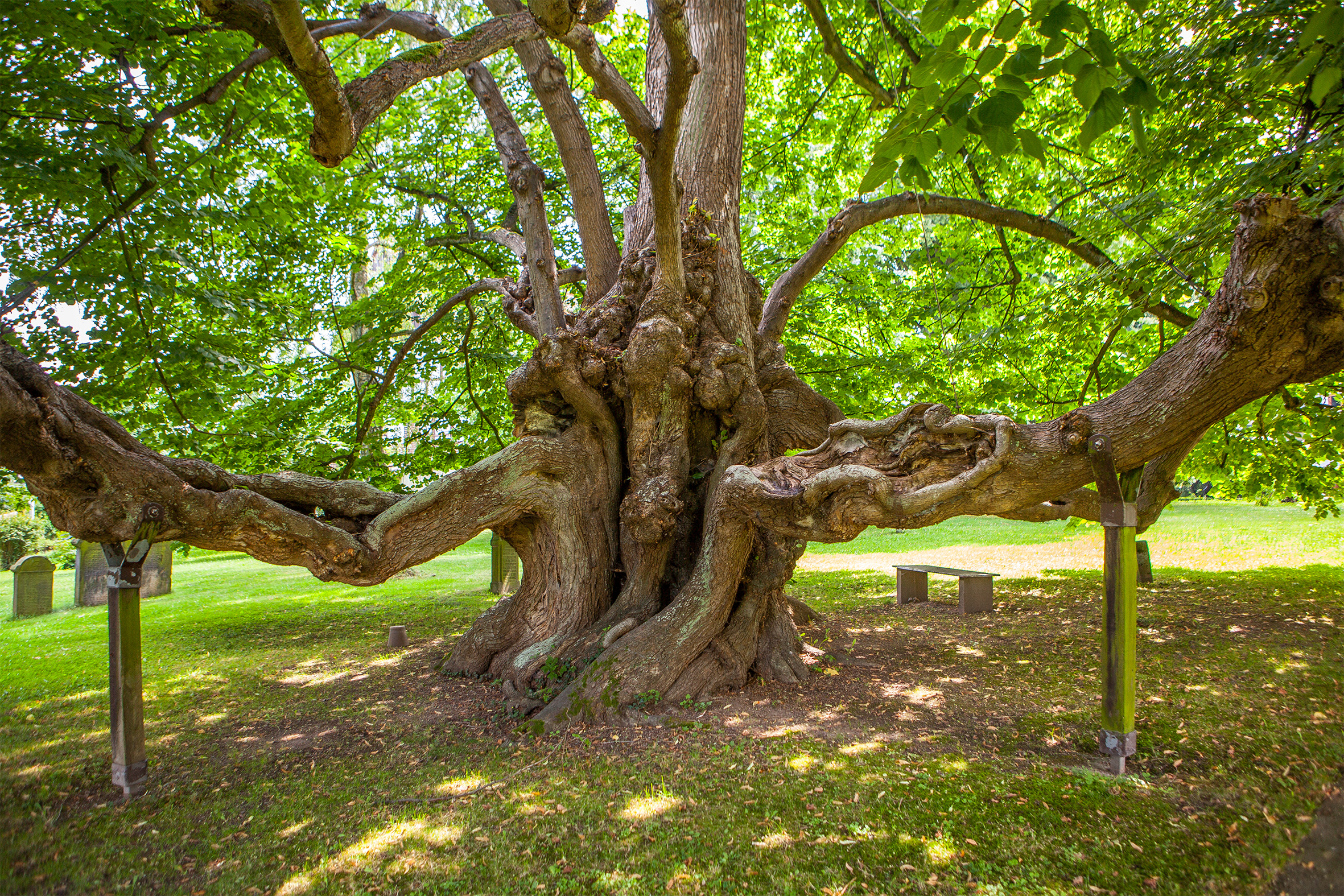
1000-jährige Linde

### Kirchlinde Reelkirchen
Im Schatten der romanischen Kirche von Reelkirchen steht eine „1000-jährige“ Linde, die ein Naturdenkmal darstellt. Die Altersangaben für die Sommerlinde variieren, je nach Quelle, zwischen 350 und 1000 Jahren. Eine Aussage unterstellt ein Pflanzdatum für das Jahr 1350, andere gehen eher von einer Pflanzung beim Kirchenumbau 1665–1667 aus. Der Baumveteran mit einem Stammesumfang von rund 6 m steht in einem ehemaligen Friedhof im Kirchhof und wurde vor einigen Jahren mit Stützen und Drahtseilen gesichert.

## Bildung
In Reelkirchen gibt es eine der drei Grundschulen in der Großgemeinde Blomberg. Die Grundschule Reelkirchen wurde in den Jahren 1961/62 erbaut. Hier werden Schüler der umliegenden Ortschaften Herrentrup, Tintrup, Maspe und Höntrup unterrichtet.
Außerdem wird die Betreuung der Kinder im Rahmen der Offenen Ganztagsschule (OGS) angeboten. Derzeit wird angestrebt, das Leistungsspektrum der Schule als KME-Schule zu erweitern. Die Grundschule Reelkirchen wäre damit die erste Schule im Lippe mit dem Schwerpunkt auf die körperliche und motorische Entwicklung.
Weiterführende Schulen wie die Städtische Sekundarschule, das Herrmann-Vöchting-Gymnasium und die Pestalozzischule als Förderschule für Lern- und Sprachbehinderte, alle im Schulzentrum Ulmenallee, befinden sich in der 8 km entfernten Kernstadt Blomberg.
Seit 1996 betreibt die Organisation Die Johanniter in Reelkirchen die Kindertagesstätte Burg Sonnenschein. Hier werden insgesamt 40 Plätze in verschiedenen Betreuungsformen angeboten.

## Verkehr
Reelkirchen ist über die Bundesstraße 1 an das Bundesautobahnnetz (A33, Bielefeld-Paderborn) angeschlossen.
Im Straßenpersonennahverkehr ist Reelkirchen über ein Regionalbusnetz des Unternehmens Karl Köhne Omnibusbetriebe GmbH mit der Region verbunden. An den Reelkirchener Bushaltestellen verkehrt die Linie 772 (Barntrup-Detmold) im 60- bzw. 120-Minuten-Takt. Diese hat am Bahnhof Detmold Anschluss nach Herford, Bielefeld und Paderborn.

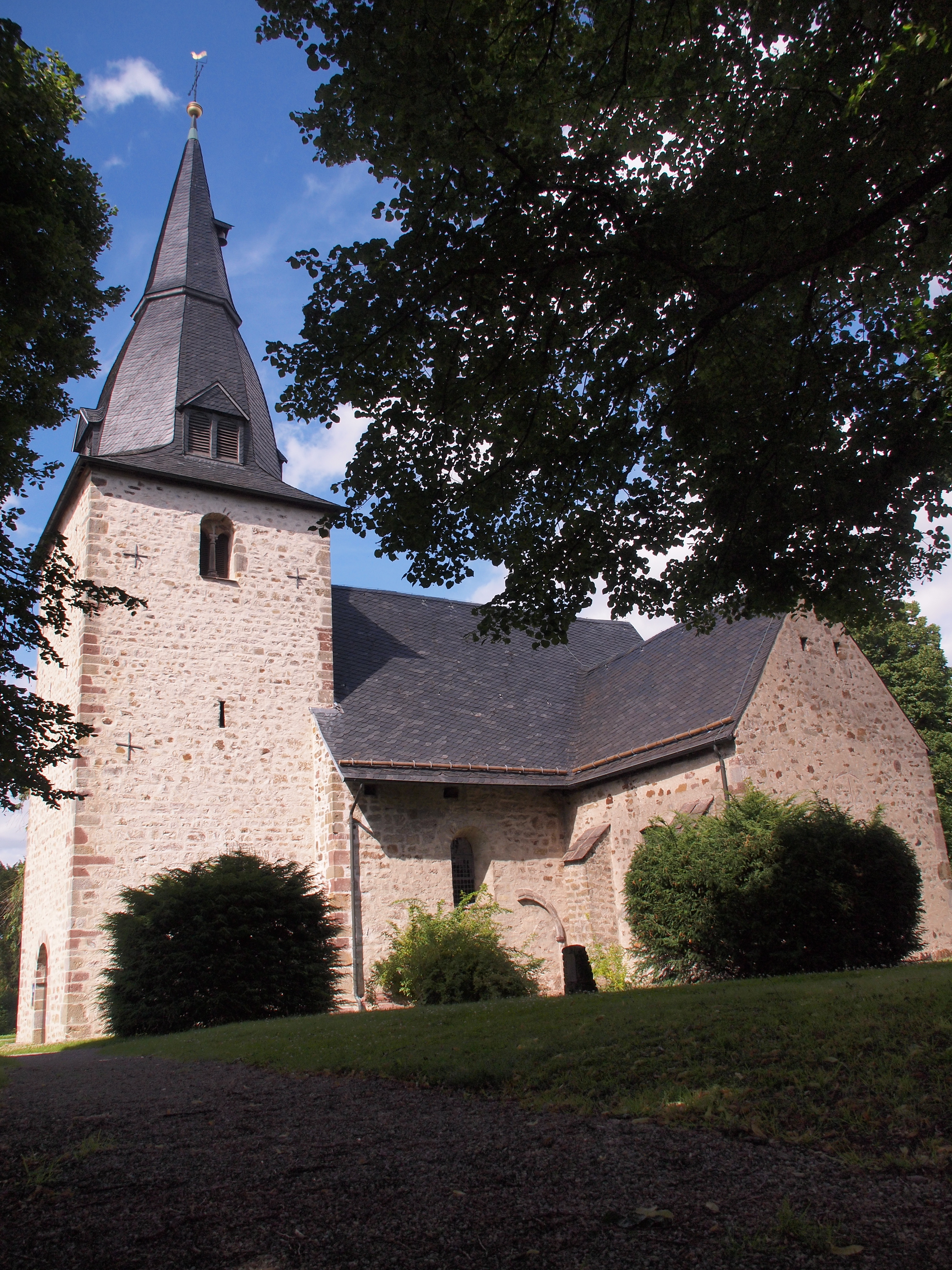
Kirche in Reelkirchen
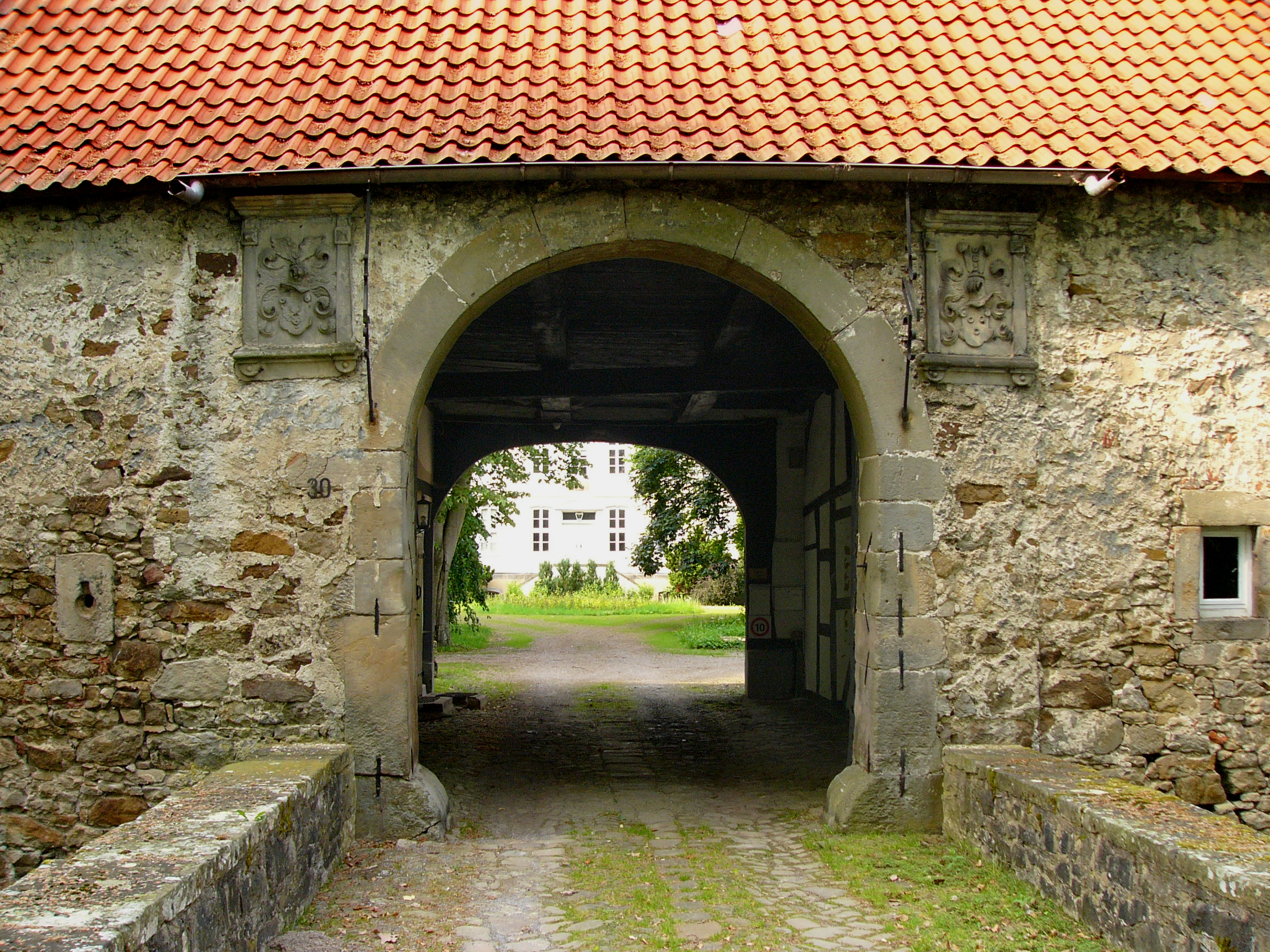
Eingang zum Wasserschloss Reelkirchen
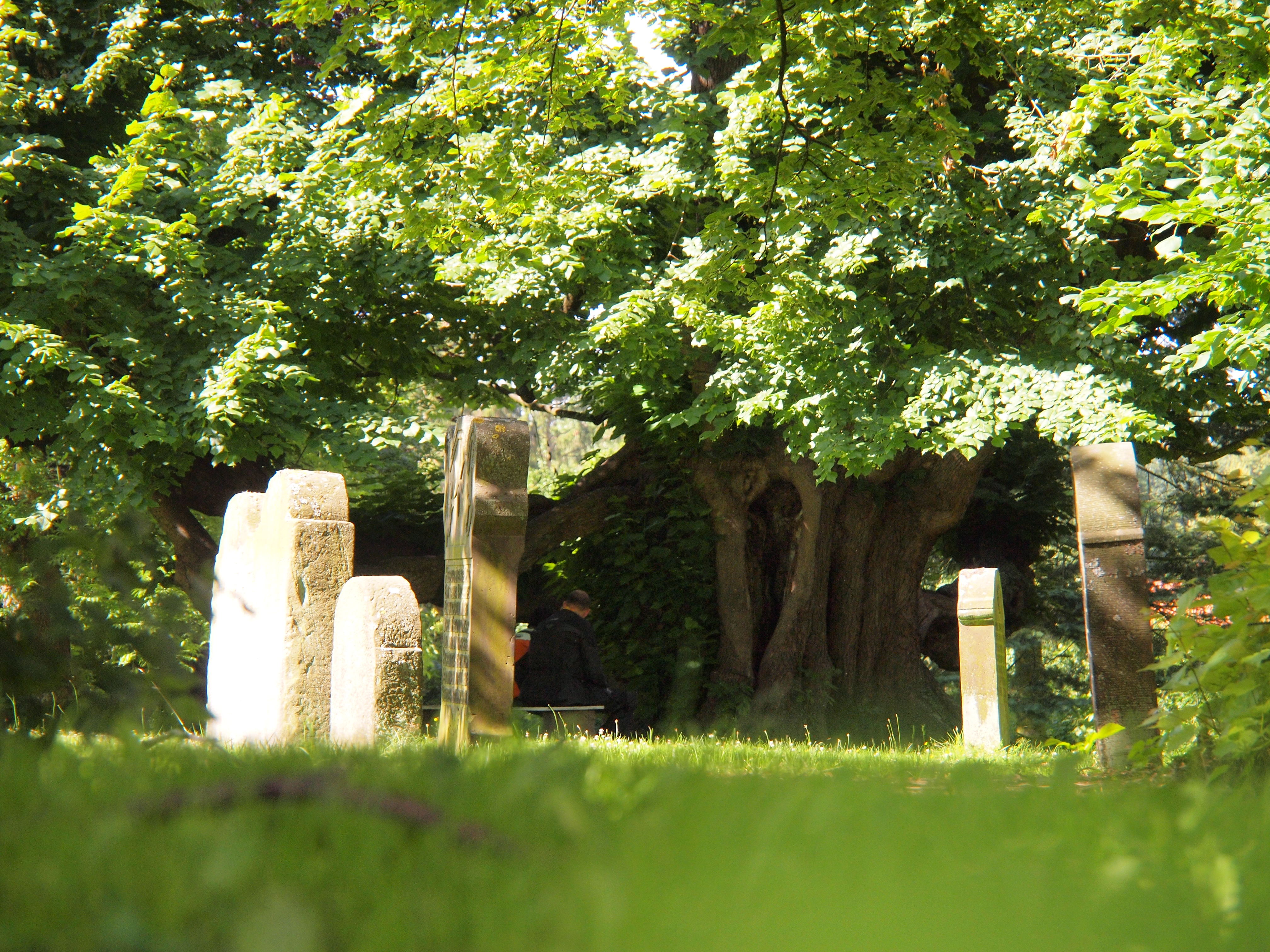
Kirchgarten
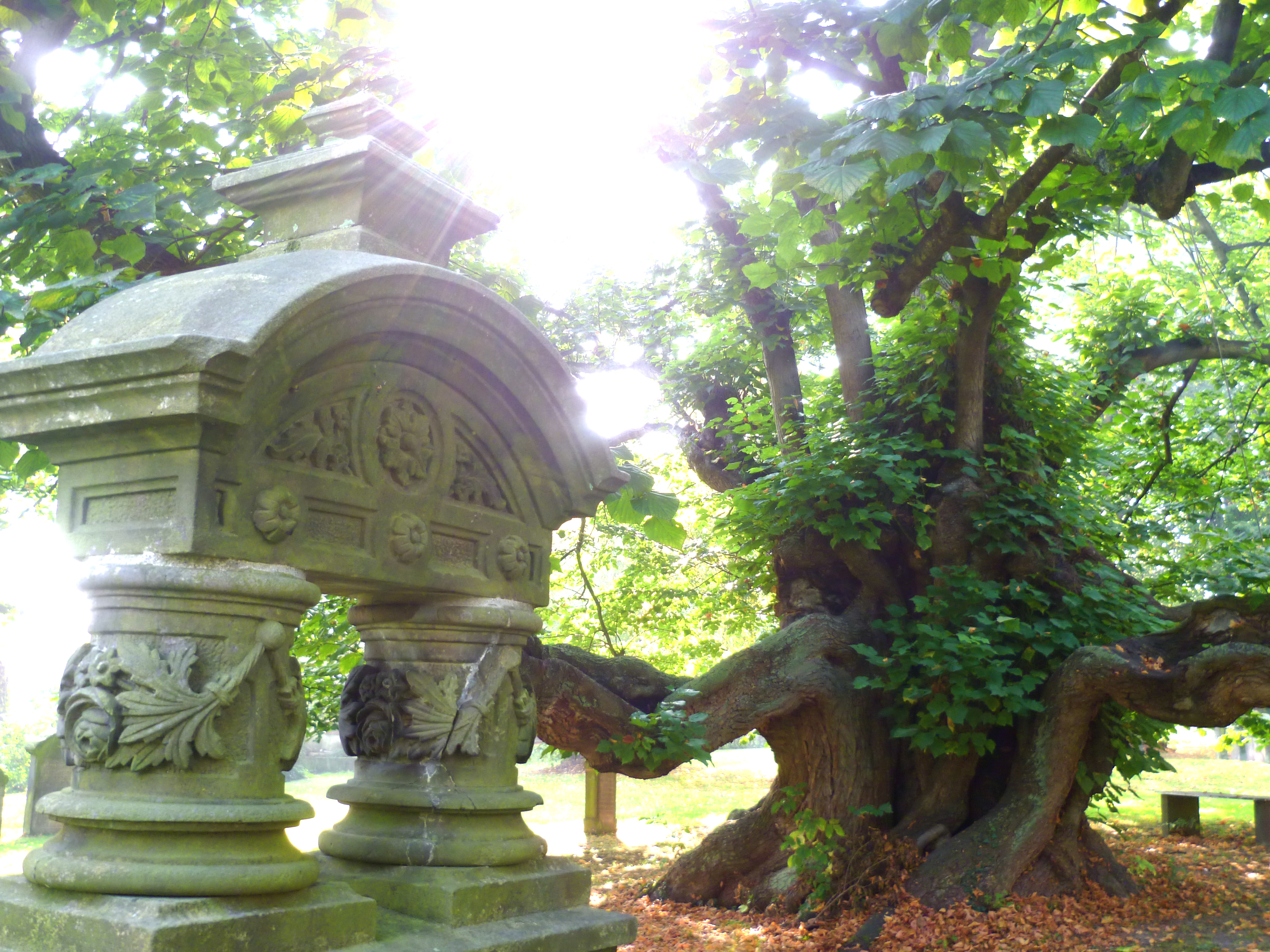
1000-jährige Linde
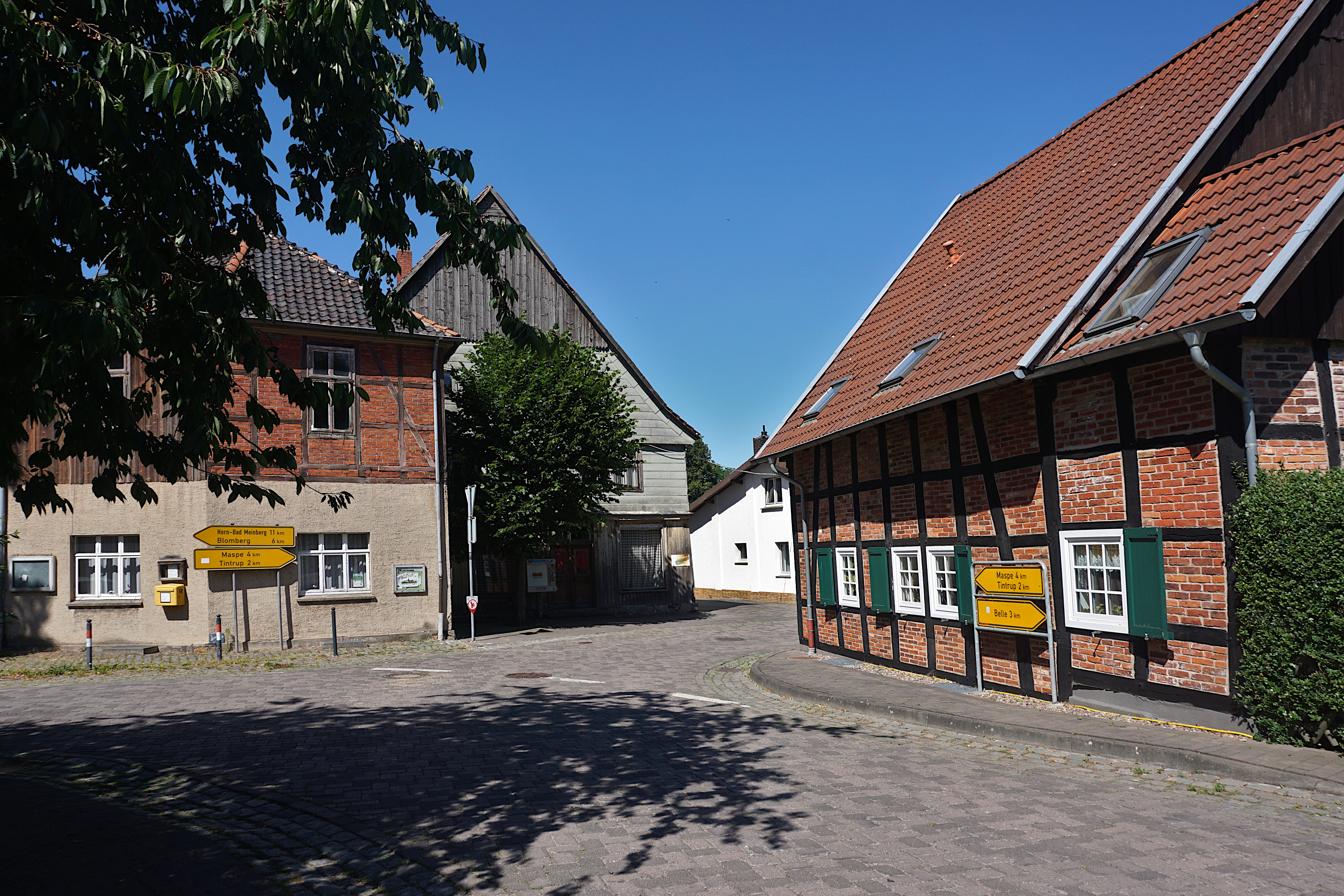
Dorfpartie